# Marek Andrzej Inglot
Marek Andrzej Inglot (Brzozów, 25 de marzo de 1961) es un jesuita polaco,, historiador, teólogo , presidente del pontificio comité de ciencias históricas

## Biografía
Marek Andrzej Inglot nació en 1961 en Brzozów.
En 1980 ingresó en la Compañía de Jesús, donde fue ordenado sacerdote el 29 de junio de 1988 e hizo los votos perpetuos el 22 de agosto de 1997. 
Desde 1993 enseña en la Facultad de Historia y Bienes Culturales de la Iglesia de la Pontificia Universidad Gregoriana de Roma, donde en 1995 obtuvo el doctorado en Historia de la Iglesia; Fue decano de la misma facultad a partir de 2016 y nuevamente a partir de 2019.  
Desde el 17 de marzo de 2020 es miembro del Comité Pontificio de Ciencias Históricas, que preside desde el 14 de septiembre de 2023 por nombramiento del Papa Francisco . 
Fue consultor del Dicasterio para las Causas de los Santos y director del Archivo Romano de la Compañía de Jesús.  Como historiador estudió a Jakob Wujek, Karol Antoniewicz y los acontecimientos históricos de los jesuitas en el Imperio ruso .   
El 9 de noviembre de 2015 le fue concedida la Orden de Polonia Restituta en la Embajada de Polonia ante la Santa Sede por el presidente Andrzej Duda . 

## Obras
- La Compagnia di Gesù nell'Impero Russo (1772-1820) e la sua parte nella restaurazione generale della Compagnia (63). Roma: Editrice Pontificia Università Gregoriana. 1997.